# Raúl Obando
Raúl Obando es un exfutbolista ídolo y capitán histórico del FBC Melgar de Arequipa equipo con el cual fue campeón del Campeonato Descentralizado en 1981. Actualmente es el director Técnico del F. B. C. Piérola  de la Copa Perú.

## Trayectoria
En 1975 formó parte del Sportivo Huracán (después de haber jugado en Wanders de Sachaca, Alianza San Isidro y FBC Aurora) equipo en cual estuvo por dos temporadas.
Fue convocado a la Selección Preolímpica de Perú para el torneo de Brasil en 1976, tras ello llegó a FBC Melgar donde debutó en primera división, dos años después jugó en el Deportivo Municipal retornando el año 1981 al cuadro Rojinegro.
Aquel año fue parte del equipo que logró el campeonato nacional tras empatar con Sporting Cristal 1-1 en Lima, partido en el cual fue Capitán logrando la clasificación a la Copa Libertadores 1982 que también jugó.
En 1983 fue subcampeón nacional otra vez con FBC Melgar jugando la Copa Libertadores en 1984, luego tuvo otra etapa en Deportivo Municipal.
En 1986 retornó por última vez al club Arequipeño donde se retiró en 1987 quedando como jugador histórico del club Rojinegro.
En 2004 ya como entrenador dirigió en primera división al Atlético Universidad de Arequipa. 
Tras una gran para volvió como Director técnico de la Reserva del FBC Melgar en la temporada 2013. Dos años más tarde es contratado por el Sportivo Huracán para afrontar la temporada desde la Liga Distrital en una época de austeridad y deudas, logrando salir Campeones de la Liga Distrital y Provincial de Arequipa y clasificando a la etapa nacional tras ser finalista de la Etapa Departamental.

## Clubes
| Club                | País | Año         |
| ------------------- | ---- | ----------- |
| Sportivo Huracán    | Perú | 1975 - 1976 |
| Deportivo Municipal | Perú | 1977 - 1980 |
| F. B. C. Melgar     | Perú | 1981 - 1984 |
| Deportivo Municipal | Perú | 1984 - 1985 |
| F. B. C. Melgar     | Perú | 1986 - 1987 |

### Como entrenador
| Club                       | País | Año         |
| -------------------------- | ---- | ----------- |
| Atlético Universidad       | Perú | 2004        |
| F. B. C. Melgar (Reservas) | Perú | 2013        |
| Sportivo Huracán           | Perú | 2015 - 2016 |
| Deportivo Sutega           | Perú | 2016        |
| Sportivo Huracán           | Perú | 2017 - 2019 |
| F. B. C. Piérola           | Perú | 2020 -      |

## Palmarés

### Campeonatos nacionales
| Título                   | Club       | País | Año  |
| ------------------------ | ---------- | ---- | ---- |
| Primera división de Perú | FBC Melgar | Perú | 1981 |

- Datos: Q30089778